# Chris Warren Jr.
Christopher Warren Jr. (Indianapolis, 15 gennaio 1990) è un attore, ballerino e cantante statunitense.

## Biografia
È figlio dell'attrice statunitense Brook Kerr, che interpreta Whitney Russel nella soap opera Passions. Chris è apparso in film come Love & Basketball (2000). Alcune delle sue apparizioni televisive includono il film Disney per la televisione High School Musical, nel ruolo di Zeke Baylor, e un episodio di Zoey 101. Dal 2010 fa parte del cast di Hard Times - Tempi duri per RJ Berger nel ruolo di Patterson. Nel 2019, interpreta in ruolo di Jason Parker nella serie ABC Grand Hotel.

## Filmografia parziale

### Cinema
- Men of Honor - L'onore degli uomini (Men of Honor), regia di George Tillman Jr. (2000)
- Love & Basketball, regia di Gina Prince-Bythewood (2000)
- American Gun, regia di Aric Avellino (2005)
- High School Musical, regia di Kenny Ortega (2006)
- High School Musical 2, regia di Kenny Ortega (2007)
- High School Musical 3: Senior Year, regia di Kenny Ortega (2008)
- Alvin Superstar 2 (Alvin and the Chipmunks: The Squeakquel), regia di Betty Thomas (2009)

### Televisione
- Beautiful (The Bold and the Beautiful) – serie TV, 19 episodi (2004-2005)
- Zoey 101 – serie TV, 2 episodi (2005)
- Unfabulous – serie TV, un episodio (2005)
- The Bernie Mac Show – serie TV, un episodio (2005)
- Hard Times - Tempi duri per RJ Berger (The Hard Times of RJ Berger) – serie TV, 6 episodi (2010-2011)
- Buona fortuna Charlie (Good Luck Charlie) – serie TV, 2 episodi (2011)
- The Inbetweeners - Quasi maturi (The Inbetweeners) – serie TV, un episodio (2012)
- The Fosters – serie TV, 7 episodi (2015-2017)
- Grand Hotel – serie TV, 13 episodi (2019)
- Grey's Anatomy – serie TV, un episodio (2023)

## Doppiatori italiani
Nelle versioni in italiano delle opere in cui ha recitato, Chris Warren Jr. è stato doppiato da:
- Luigi Morville in High School Musical, High School Musical 2, High School Musical 3: Senior Year
- Simone Crisari in American Gun
- Angelo Evangelista in Alvin Superstar 2
- Luigi Ferraro in CSI: NY
- Emiliano Ragno in Hard Times - Tempi duri per RJ Berger
- Mattia Nissolino in The Fosters
- Gabriele Vender in Grand Hotel
- Luca Appetiti in Grey's Anatomy